# Galaxia de Andrómeda
La galaxia de Andrómeda, también conocida como Galaxia Espiral M31, Messier 31 o NGC 224, es una galaxia espiral con un diámetro de 220 000 años luz (en lo que respecta a su halo galáctico) y de unos 150 000 años luz entre los extremos de sus brazos. Se encuentra a una distancia de aproximadamente 2,5 millones de años luz de la Tierra.
La galaxia de Andrómeda es visible a simple vista como una mancha difusa en el cielo nocturno, y es uno de los objetos más fascinantes y estudiados por los astrónomos. Está a 2,5 millones de años luz en dirección a la constelación de Andrómeda. Es, junto con nuestra propia galaxia, la más grande y brillante de las galaxias del Grupo Local, que consiste en aproximadamente 30 pequeñas galaxias más tres grandes galaxias espirales: Andrómeda, la Vía Láctea y la galaxia del Triángulo.
La galaxia se aproxima hacia la Vía Láctea a una velocidad de unos 420 000 km/h, y algunos especulan que ambas colisionarán dentro de unos 5 860 millones de años, fusionándose en una galaxia mayor, en el evento conocido como Lactómeda. 
En ocasiones pueden confundirse Andrómeda y la Enana del Can Major. La primera es la galaxia espiral más cercana a la Vía Láctea, mientras que la otra es la galaxia enana más cercana a la nuestra. La existencia de la Enana del Can Mayor se ha disputado en el pasado debido a la dificultad de su detección, sin embargo en caso de no existir la Enana del Can Mayor, el título de la galaxia más cercana correspondería a la Enana Elíptica de Sagitario (véase Anexo:Galaxias más cercanas); actualmente se considera que es una galaxia real y es reconocida como tal. Es importante señalar que la distancia de estas galaxias a la Vía Láctea es muy pequeña en términos astronómicos, ya que todas ellas se encuentran a una distancia de unos pocos cientos de miles de años luz. 

## Estimaciones de su masa y luminosidad
La masa total de la galaxia de Andrómeda es difícil de calcular, encontrándose en la literatura valores que van desde alrededor de 4×1011 masas solares hasta 1,37×1012 masas solares; en un estudio reciente se ha calculado una masa total para esta galaxia de aproximadamente 1,3×1012 masas solares, distribuida como sigue: 1,2×1012 masas solares de materia oscura y 1,4×1011 masas solares en forma de materia bariónica, a su vez distribuidas en 1,3×1011 masas solares en forma de estrellas y 7,7×109 masas solares en forma de gas (hidrógeno y helio).
Algunos científicos creen que la Vía Láctea contiene mucha más materia oscura y podría ser más masiva que M31. Sin embargo, observaciones recientes del telescopio espacial Spitzer revelaron que la M31 contiene un billón de estrellas (1012), excediendo por mucho el número de estrellas en nuestra galaxia.
Algunos estudios sostienen que, en un radio de 10 megaparsecs alrededor de la Vía Láctea, Andrómeda es la segunda galaxia intrínsecamente más brillante después de la galaxia del Sombrero(M104) (aunque quizás NGC 253 también la supere en brillo); sin embargo, es difícil determinar con precisión su luminosidad total debido a la extinción de su brillo causada por el polvo interestelar al verse de canto. La magnitud absoluta de Andrómeda varía según el modelo empleado, pero en general se considera que es más luminosa que la Vía Láctea, con una magnitud absoluta en el azul de –20,89, que con el índice de color corregido dado en él (0,6) da una magnitud absoluta de aproximadamente -21,5, aunque en general se está de acuerdo en que Andrómeda es más luminosa que la Vía Láctea.

## Historia observacional
La primera referencia existente a la galaxia de Andrómeda data del año 961, y fue hecha por el astrónomo persa Azophi, a la que en su Libro de las Estrellas Fijas describe como una «nube pequeña en la constelación de Andrómeda».
La primera observación telescópica registrada de la galaxia de Andrómeda se atribuye al astrónomo alemán Simon Marius  en 1612, quien la describió como una "niebla" o "nube débil" en su obra "Mundus Iovialis". Charles Messier la incluyó en su catálogo de objetos celestes en 1764, numerándola como M31, pero erróneamente atribuyendo su descubrimiento a Marius en vez de al astrónomo persa Azophi, quien la había descrito en el siglo X.
Posteriormente, William Herschel observó la galaxia de Andrómeda en detalle y notó un débil brillo rojizo en su región central, pensando que era la nebulosa más cercana y que no podía estar a más de 2000 veces la distancia a Sirio. Herschel también fue el primero en sugerir que la galaxia de Andrómeda era en realidad una "isla universo" separada de nuestra Vía Láctea, lo que sentó las bases para la comprensión moderna de las galaxias como entidades separadas en el universo.
En 1864, William Huggins observó su espectro, y observó que no se parecía al que cabría esperar en un objeto nebuloso y sí al de uno hecho de estrellas, por lo que M31 era un objeto formado por estrellas (sin embargo, siguió siendo considerada durante mucho tiempo como una nebulosa). En 1885 apareció una supernova (catalogada como S Andromedae, y hasta la fecha la única registrada en ella) en su región central. Apareció en agosto de dicho año con magnitud próxima a la 6.ª, ascendió hasta la 5, 4.ª hacia el 17 de dicho mes para ir perdiendo brillo paulatinamente; dejó de verse en febrero de 1886: todavía el 1 de febrero de ese año pudo medirla Asaph Hall con el gran refractor instalado en Washington, encontrándola con magnitud 16.ª. Se ha calculado que su magnitud absoluta fue de –18,2. Debido a que se consideraba este objeto como muy cercano, la supernova fue considerada en su tiempo como una nova.
Heber Curtis descubrió en 1917 una nova genuina en Andrómeda, y buscando en placas fotográficas anteriores encontró 11 más. Al parecer 10 magnitudes más débil que las novas registradas en la Vía Láctea, supuso que el objeto estaba a 500 000 años luz y que tanto ella como otros objetos similares, conocidos por entonces como «nebulosas espirales», no eran nebulosas sino galaxias independientes. Esto fue la causa de un famoso debate en 1920 entre este astrónomo y Harlow Shapley —que defendía que eran en realidad nebulosas cercanas—, y que llegó a su fin cuando en 1925 Edwin Hubble encontró estrellas cefeidas en fotografías de Andrómeda, dejando claro que tales objetos son en realidad galaxias similares a la nuestra, solo que a grandes distancias, de modo que la «nebulosa de Andrómeda» (denominación que aún se encuentra en textos antiguos) pasó a ser conocida definitivamente como la «galaxia de Andrómeda».
Walter Baade fue el primero en discernir estrellas dentro de la región central de la galaxia de Andrómeda en 1943. Su descubrimiento de dos tipos de cefeidas en la galaxia de Andrómeda fue especialmente importante porque permitió una medición más precisa de la distancia a esta galaxia.
Grote Reber, por otro lado, fue un pionero en el campo de la radioastronomía, y su detección de emisiones de radioprocedentes de la galaxia de Andrómeda en 1940 abrió un nuevo campo de investigación en la astronomía]; en 1950 se realizaron los primeros radio mapas de ella, descubriendo también los astrónomos ingleses Brown y Hazard que esta galaxia emitía ondas de radio en la banda de los 158,8 MHz, siendo la primera galaxia descubierta como objeto emisor de ondas de radio..

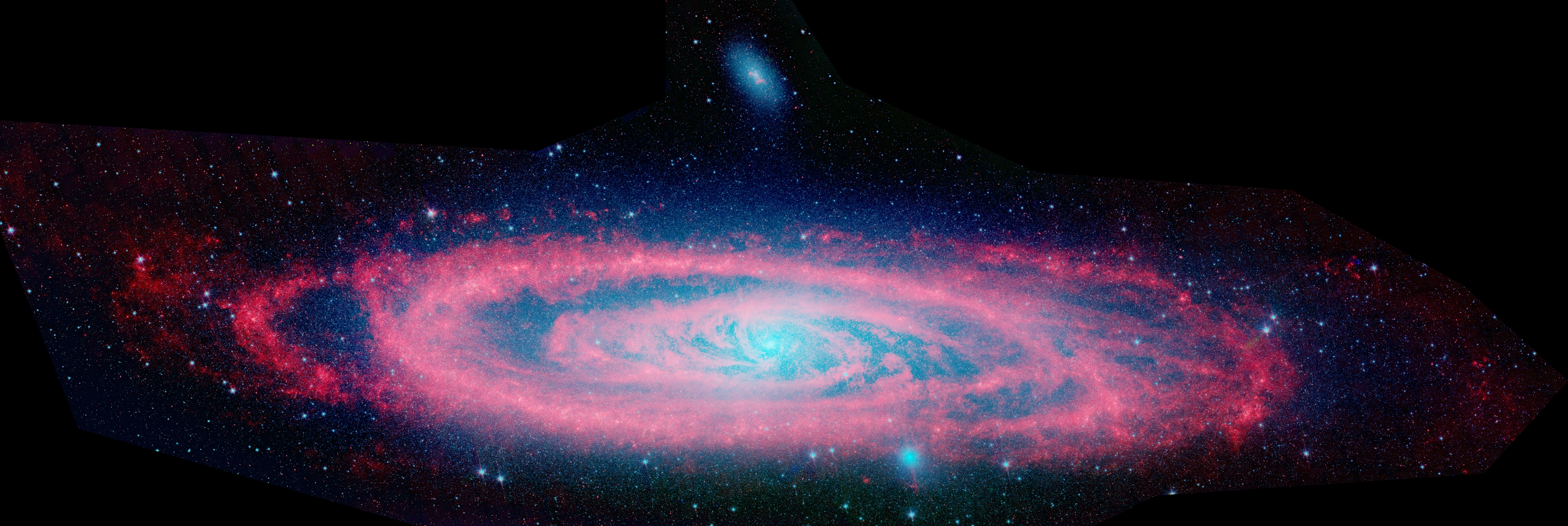
Galaxia de Andrómeda en el infrarrojo. Combinación de imágenes tomadas por el Telescopio Spitzer.

Robin Barnard, de la Open University, ha detectado 10 fuentes de rayos X en la galaxia de Andrómeda (publicados el 5 de abril de 2004), utilizando observaciones del observatorio orbital XMM-Newton de la Agencia Espacial Europea. Su hipótesis es que pueden ser posibles candidatos a agujeros negros o estrellas de neutrones, que calientan el gas entrante a millones de grados emitiendo rayos X. El espectro de las estrellas de neutrones es el mismo que el de los supuestos agujeros negros, pero se distinguen por sus masas —menores en el primer caso—.
Recientemente se ha hecho pública la que hasta la fecha es la imagen de más alta resolución de Andrómeda en ultravioleta, tomada por el Telescopio Swift, y que muestra más de 20 000 fuentes brillantes en esa longitud de onda en ella.

## Estimaciones recientes de su distancia
Es interesante saber que los métodos utilizados para medir la distancia a esta galaxia han evolucionado con el tiempo y se han vuelto cada vez más precisos. La medición de la distancia a través de las cefeidas fue un paso importante en la comprensión de esta galaxia, sin embargo tenía un cierto margen de error debido a la incertidumbre en la distancia la Gran Nube de Magallanes.
Sin embargo, los métodos más recientes utilizados para medir la distancia a la galaxia de Andrómeda, como el brillo superficial de sus estrellas gigantes rojas más luminosas y las variaciones de brillo de sus estrellas dobles eclipsantes, han permitido una mayor precisión en la estimación de la distancia. Con estos métodos más avanzados, se ha determinado que la distancia media a la galaxia de Andrómeda es de alrededor de 775 kiloparsecs, lo que equivale a aproximadamente 2,5 millones de años luz.
Esta nueva estimación de la distancia a la galaxia de Andrómeda es importante porque nos ayuda a comprender mejor la estructura y la escala del universo. También puede tener implicaciones en la forma en que modelamos la evolución y el comportamiento de las galaxias en el universo.

## Estructura
La galaxia de Andrómeda es extremadamente importante para los estudios galácticos, ya que es la galaxia gigante más cercana a la Vía Láctea y nos proporciona una oportunidad única de estudiar una galaxia similar a la nuestra. En 1991 la Cámara Planetaria a bordo del Telescopio Espacial Hubble fotografió su núcleo y se descubrió que tenía una doble estructura, con dos puntos nucleares calientes separados por unos pocos años luz. Este descubrimiento fue sorprendente porque hasta ese momento se pensaba que los núcleos galácticos eran estructuras únicas y uniformes.
Observaciones terrestres posteriores llevaron a especular que, además de existir dos núcleos, éstos se moverían el uno con respecto al otro y que uno de los núcleos está deshaciendo al otro, que podría ser el remanente de una galaxia más pequeña «tragada» por M31, pero esta explicación ha sido abandonada, ya que un núcleo galáctico de ese tipo no sólo no sobreviviría mucho tiempo antes de ser destruido por el principal, sino que además en este caso no parece haber un agujero negro central en él que lo estabilice, y también ocurre que no tiene el aspecto de un núcleo galáctico (ni hay evidencias a mayor distancia del centro de dicha fusión galáctica); hoy se piensa que lo que estamos viendo es la proyección de un disco de estrellas (que a su vez tiene en su interior otro disco de estrellas de tipo espectral. Ha nacido en un brote estelar hace 100-200 millones de años quizás causado por la absorción de una galaxia menor rica en gas, por lo que el núcleo de esta galaxia es en realidad aparentemente triple) que orbita alrededor del núcleo de Andrómeda y que al ser su órbita muy excéntrica las estrellas parecen "acumularse" en la zona cercana al agujero negro, apareciendo lo que se ve.
Los núcleos de muchas galaxias son conocidos por ser lugares bastante violentos, y a menudo se propone la existencia de agujeros negros supermasivos para explicarlos; el situado en el verdadero centro de esta galaxia se calcula que tiene 108 masas solares y que se halla en el centro del disco de estrellas de tipo A mencionado arriba.
Recientes investigaciones han demostrado la existencia de una barra en el centro de M 31, lo cual la convierte en una galaxia espiral barrada al igual que la Vía Láctea, y por lo que quizás sea mejor clasificarla como SBb.
Scott Chapman, del California Institute of Technology, y Rodrigo Ibata, del Observatoire Astronomique de Strasbourg en Francia, anunciaron en 2005 sus observaciones con los telescopios Keck que muestran que el brillo tenue de estrellas que se extiende hacia fuera de la galaxia es, en realidad, parte del propio disco. Esto significa que el disco espiral de estrellas en Andrómeda es tres veces más largo de lo estimado hasta ahora. Es una evidencia de que hay un vasto disco estelar que hace que la galaxia tenga un diámetro de más de 220 000 años luz. Los cálculos previos estimaban el diámetro de Andrómeda entre 70 000 y 120 000 años luz.

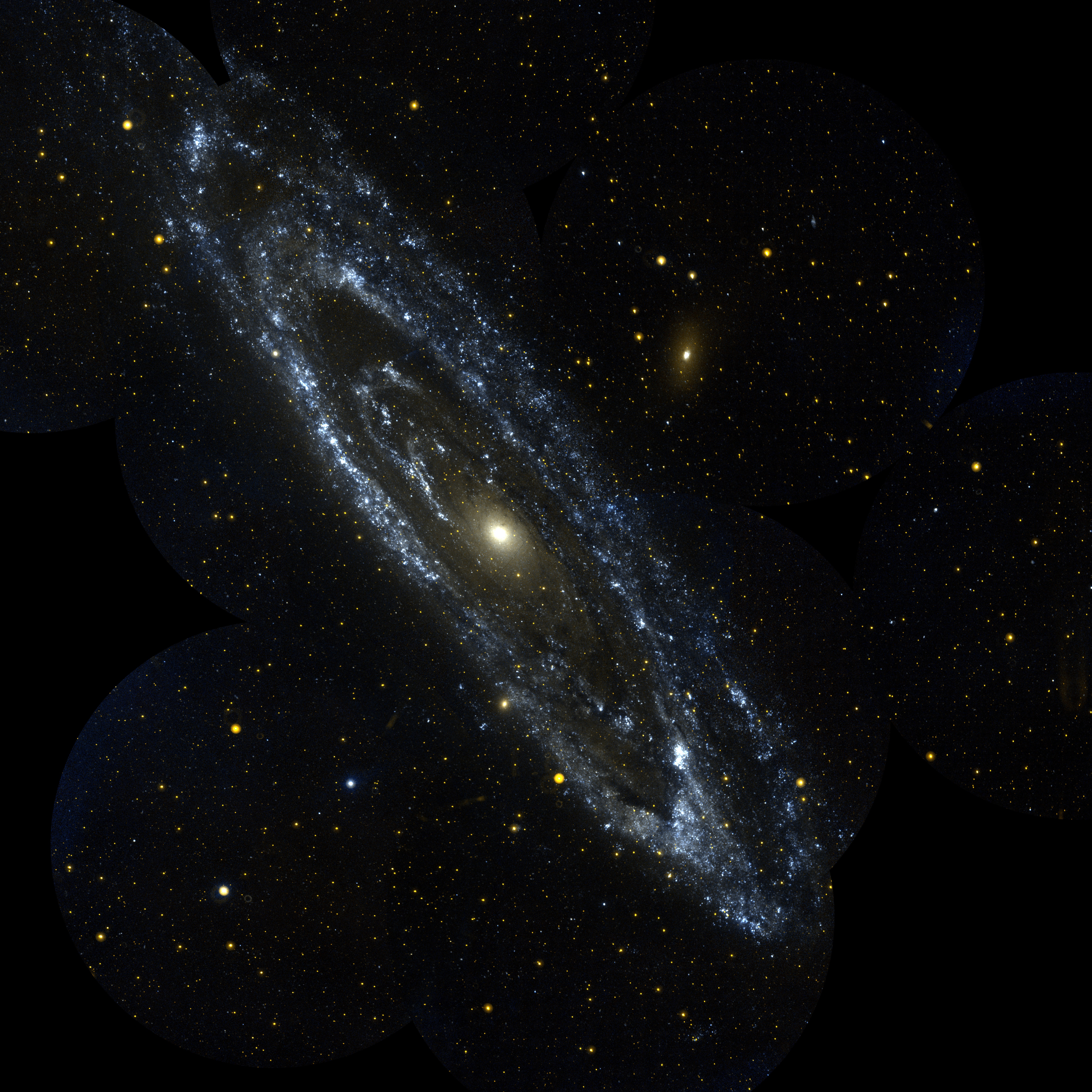
Galaxia de Andrómeda en ultravioleta. Mosaico de imágenes tomadas por el telescopio GALEX.

El brazo espiral principal de la galaxia de Andrómeda comienza cerca del núcleo y se extiende hacia afuera en una dirección hacia nuestro sistema solar, y luego gira hacia la izquierda. El segundo brazo es más débil y comienza cerca del núcleo en la dirección opuesta, extendiéndose hacia el exterior y luego girando hacia la derecha. Además, la galaxia de Andrómeda tiene una barra central de estrellas que atraviesa su núcleo y se extiende a lo largo de su eje mayor. Sus brazos espirales pueden seguirse gracias a una serie de regiones HII que el astrónomo Walter Baade describió como «perlas en un hilo». Según este autor, que fue el primero en estudiar y describirla en detalle:§página1062§página92:
| Brazos (N=cruza semieje mayor N de M31, S=cruza semieje mayor S de M31) | Distancia desde el centro (minutos de arco) (N*/S*) | Distancia desde el centro (kpc) (N*/S*) | Notas                                                            |
| ----------------------------------------------------------------------- | --------------------------------------------------- | --------------------------------------- | ---------------------------------------------------------------- |
| N1/S1                                                                   | 3.4/1.7                                             | 0.7/0.4                                 | Brazos de polvo sin asociaciones estelares o regiones HII.       |
| N2/S2                                                                   | 8.0/10.0                                            | 1.7/2.1                                 | Brazos de polvo con unas pocas asociaciones estelares.           |
| N3/S3                                                                   | 25/30                                               | 5.3/6.3                                 | Como N2/S2, pero con unas pocas regiones HII también.            |
| N4/S4                                                                   | 50/47                                               | 11/9.9                                  | Muchas asociaciones estelares, regiones HII, y poco polvo.       |
| N5/S5                                                                   | 70/66                                               | 15/14                                   | Como N4/S4, pero mucho más débil.                                |
| N6/S6                                                                   | 91/95                                               | 19/20                                   | Formado por asociaciones estelares dispersas, sin polvo visible. |
| N7/S7                                                                   | 110/116                                             | 23/24                                   | Como el anterior, pero más débil e inconspicuo.                  |

Aunque apretados, parecen estar más separados que los de nuestra galaxia.
Sin embargo, además de por verse la Galaxia de Andrómeda casi de canto, que su estructura espiral esté bastante distorsionada debido a la interacción con sus galaxias vecinas, haya hecho que haya habido diversas interpretaciones sobre cuántos brazos tiene, incluyendo un único brazo espiral. Imágenes rectificadas para simular el aspecto que tendría la galaxia vista de frente muestran, por otro lado, en el visible una galaxia espiral "floculenta", es decir, compuesta por multitud de brazos espirales pequeños en vez de uno o dos brazos espirales mayores, —contrariamente a la interpretación mayoritaria de una espiral de dos brazos—. Asimismo, desde 1998 y gracias a estudios realizados también en el infrarrojo por el telescopio Observatorio Espacial Infrarrojo, se sabe que esta galaxia puede estar pasando de ser una galaxia espiral normal a una galaxia anular; el gas y el polvo de Andrómeda están distribuidos en varios anillos alrededor del centro, el más prominente y que concentra una buena parte de la formación estelar de la galaxia con un radio de 10 kiloparsecs y conocido por algunos astrónomos como el anillo de fuego. Dichos anillos son invisibles en el óptico al estar hechos de polvo frío, y al parecer algunos de ellos fueron causados debido a la colisión entre esta galaxia y una de sus satélites, la M 32, hace más de 200 millones de años.
Otros estudios realizados también en infrarrojos mediante el telescopio Spitzer muestran que en esas longitudes de onda la estructura espiral aparece formada por dos brazos espirales y el anillo antes mencionado. Dichos brazos emergen de la barra central y continúan más allá de dicho anillo, estando poco definidos y formados por segmentos de brazos espirales en vez de ser continuos —lo cual ha sido atribuido a interacciones gravitatorias con galaxias satélite—.
Andrómeda parece ser más rica en hidrógeno neutro que nuestra galaxia, con una masa de gas estimada en más de 7×109 masas solares —más del doble que la que contiene nuestra galaxia—. Sin embargo, al ser mayor que ella, esto implica una menor densidad de gas y una mayor eficiencia a la hora de formar estrellas. Además, tiene mucho menos hidrógeno molecular, menos estrellas supergigantes que nuestra galaxia, y más estrellas de baja masa viejas, así como una tasa de formación estelar mucho menor, incluso en el mencionado anillo de fuego, pensándose que fue más activa formando estrellas en el pasado. Aun así, contiene algunas asociaciones estelares grandes y ricas en estrellas brillantes como NGC 206. y una abundante población de cúmulos de masa media —bastante escasos en nuestra galaxia—.
Un estudio reciente sugiere que Andrómeda, al igual que nuestra galaxia, se halla en lo que en el diagrama de color-magnitud para galaxias se conoce cómo el valle verde: una zona intermedia entre la secuencia roja (galaxias que no forman estrellas, muchas de ellas galaxias elípticas) y la nube azul (galaxias que forman estrellas a gran ritmo, muchas de ellas galaxias espirales), caracterizada por una progresiva disminución de la formación estelar al irse acabando el gas a partir del cual nacen las estrellas, calculándose que esta acabará dentro de cinco mil millones de años, incluso contando con el aumento de la formación estelar que llevará su colisión con la Vía Láctea.

## Cúmulos globulares,galaxias satélitey halo
M31 es mucho más rica en cúmulos globulares que la Vía Láctea, con una población estimada en alrededor de 460. El más brillante de ellos se asumió que era el G1, pero recientemente se ha descubierto otro —conocido como 037-B327—, difícil de estudiar por el fuerte oscurecimiento que sufre debido al polvo interestelar de M31, que es al menos comparable en propiedades a él, y podría incluso superarle.

Un rasgo notable de los cúmulos globulares de esta galaxia es su gran dispersión de edades; mientras que la nuestra solo contiene globulares viejos, nacidos en la época en la que se formó nuestra galaxia y con una edad comprendida entre 8000 millones y 10 000 millones de años, Andrómeda, además de tales cúmulos globulares viejos, posee cierta cantidad de cúmulos con edades comprendidas entre unos pocos cientos de millones de años y 5000 millones de años, los cuales no se encuentran en la Vía Láctea y cuyo hallazgo sugiere la idea de que M31 haya alcanzado su tamaño actual absorbiendo gran cantidad de galaxias menores. Esta idea es reforzada por estudios realizados mediante el Telescopio Espacial Hubble de las estrellas presentes en el halo galáctico, que muestran que aproximadamente 1/3 de las estrellas que lo forman tienen edades de entre 6000 millones y 8000 millones de años y elevada metalicidad, habiéndose formado posiblemente cuando Andrómeda absorbió una o varias galaxias menores, mientras que el resto de ellas tienen edades considerablemente mayores y una metalicidad menor, los rasgos esperables en las estrellas que conforman un halo galáctico.
Un estudio reciente va más allá y sugiere que la galaxia de Andrómeda es el resultado de la fusión entre dos galaxias espirales, una de ellas alrededor de la tercera parte de masiva que la mayor, algo que explica muchas de las propiedades antes mencionadas que tiene este objeto.
Otra evidencia a favor del crecimiento de M31 a base de absorber numerosas galaxias menores es el reciente hallazgo de estructuras en el halo formadas de estrellas y gas arrancado no solo a galaxias ya destruidas por su fuerza gravitatoria, sino también a la Galaxia del Triángulo, calculándose que las dos galaxias se acercaron mucho hace 2500 millones de años y que dentro de 2000 millones de años se volverán a acercar bastante, siendo este nuevo encuentro mucho más violento que el anterior.
En acuerdo con estudios recientes, el halo de Andrómeda parece ser mucho más extenso de lo que se pensaba en un principio, llegando a solaparse con el de nuestra galaxia.
Un tipo de objetos presentes en el halo de la galaxia de Andrómeda, pero no encontrados por ahora en la Vía Láctea, son cúmulos de propiedades similares a la de los cúmulos globulares, pero bastante menos densos y mayores que éstos, habiéndose sugerido que estos objetos son una especie de eslabón perdido entre los cúmulos globulares y las galaxias enanas esferoidales.
Mediante estudios realizados con ayuda del Telescopio Espacial Hubble, analizando la luz de cuásares situados cerca de la galaxia de Andrómeda y las variaciones de su espectro, se ha podido determinar la presencia de un gran halo de gas caliente rodeando a ésta. Dicho halo tiene un diámetro de alrededor de dos millones de años luz, llegando a mitad de distancia de la Vía Láctea y la masa de gas presente en él equivale a la mitad de la masa en estrellas en Andrómeda. Este halo es rico en elementos pesados formados en supernovas pensándose que se formó a la vez que la galaxia que rodea y que la mitad de tales elementos más pesados que hidrógeno y helio formados en supernovas a lo largo de la historia de esa galaxia han sido expulsados allí. Las propiedades de ese halo de gas son también coincidentes con una galaxia que está en el valle verde del diagrama de color-magnitud para galaxias.
Al igual que la Vía Láctea, la galaxia de Andrómeda posee una gran cantidad de galaxias satélite, siendo las más notables de ellas la Galaxia del Triángulo, la M32, la M110, la NGC 185, y la NGC 147 (todas excepto la primera galaxias elípticas enanas, sobre todo las tres últimas que suelen ser clasificadas también cómo galaxias enanas esferoidales). Se cree también que —entre otras— las galaxias irregulares IC 10 e IC 1613 están también asociadas con ella.
El resto de sus galaxias satélites son galaxias enanas esferoidales, muy difíciles de estudiar y detectar, por lo que la lista puede ampliarse en el futuro; tales galaxias incluyen a Andrómeda I, Andrómeda II, Andrómeda V, Andrómeda VI, Andrómeda VIII, Andrómeda IX, Andrómeda X, y las recientemente descubiertas Andrómeda XXI y Andrómeda XXII —esta última, sin embargo, puede estar asociada con M33—.
Recientemente se ha descubierto también que varias de sus galaxias satélite se hallan en un mismo plano, lo que parece apuntar a un origen común a ellas.

## Evolución
Recopilando todos los datos mencionados anteriormente, se piensa que la galaxia de Andrómeda nació hace aproximadamente 10 000 millones de años a consecuencia de la fusión de numerosas protogalaxias, los cuales acabaron por formar su bulbo y su disco. Es de destacar que esta Andrómeda era bastante menor que la actual, quizá solo la mitad de masiva.
Dos mil millones de años después, hace 8000 millones de años, M31 sufrió una violenta colisión con una galaxia menor. Este proceso formó tanto su disco extendido como una gran parte de sus cúmulos globulares y las estrellas de su halo durante varios miles de millones de años y pudo llegar a convertirla brevemente en una Galaxia Infrarroja Ultraluminosa (GIUL) al dispararse su tasa de formación estelar.
Hace entre 2000 y 4000 millones de años Andrómeda y la galaxia del Triángulo pudieron llegar a acercarse bastante. El proceso deformó ligeramente los discos de ambas galaxias y produjo en la primera un aumento de su formación estelar, incluyendo quizás el nacimiento de algunos cúmulos globulares.
Durante los últimos 2000 millones de años la galaxia de Andrómeda ha seguido sufriendo interacciones con otras galaxias vecinas, habiendo podido absorber una galaxia menor rica en gas hace aproximadamente 100 millones de años. Durante esta época, su tasa de formación estelar fue disminuyendo hasta prácticamente detenerse, para ir aumentando posteriormente hasta la actual.

## Futura colisión con la Vía Láctea
La colisión entre la Vía Láctea y Andrómeda, las dos galaxias más grandes del Grupo Local, es un evento que se cree tendrá lugar en el futuro, y en el cual las dos galaxias acabarán por fundirse en una galaxia mayor (muy posiblemente, una galaxia espiral).
Si bien se sabe que ambas galaxias se acercan a una velocidad de alrededor de 300 kilómetros por segundo referida al Sol y que se acercarán dentro de aproximadamente 3000 millones de años —cosa confirmada por la sonda Gaia en 2013—, lo único que está claro es que, con mucha probabilidad, tarde o temprano acabará por ocurrir, y así investigaciones recientes realizadas con ayuda del telescopio espacial Hubble no solo confirman este escenario sino que sugieren que la Vía Láctea y la galaxia de Andrómeda se acercarán mucho dentro de 3870 millones de años y que la fusión final entre ambas tendrá lugar dentro de 5860 millones de años

## Observación
La galaxia de Andrómeda es fácilmente visible a simple vista bajo un cielo verdaderamente oscuro; dicho cielo solo lo podemos encontrar en relativamente pocos lugares, normalmente zonas aisladas lejos de los núcleos de población y fuentes de contaminación lumínica. A simple vista parece bastante pequeña, pues solo la parte central es suficientemente brillante para ser apreciable por el ojo humano, pero el diámetro angular completo de la galaxia es en realidad de siete veces el de la Luna llena visto desde la tierra. Observando con binoculares o un telescopio de pocos aumentos desde los lugares mencionados es posible ver no solamente su región central sino el resto de la galaxia, así como sus dos galaxias satélite más cercanas (M32 y M110); desde zonas urbanas solamente puede verse su región central y al menos la galaxia M32.

## La vista del universo desde la galaxia de Andrómeda
Nuestra galaxia vista desde Andrómeda se parecería a como vemos nosotros a esta última, aunque con un ángulo algo más abierto y menos brillante (siendo aun así también apreciable sin problemas a simple vista). Sin embargo, se vería muy cercana al plano galáctico (a apenas 13°; el ángulo respecto al ecuador con el que nosotros vemos a Andrómeda), lo que dificultaría su estudio desde allí al estar oscurecida por el polvo que abunda en dicha zona, y de hecho si "estuviéramos" detrás del bulbo o hubiera mala suerte de tener cerca una nube de polvo interestelar podría ser incluso invisible en el óptico; lo mismo le ocurriría al Cúmulo de Virgo y a otras muchas galaxias brillantes bien visibles desde la nuestra, que se verían peor que desde la Vía Láctea, algunas de las cuales incluso siendo invisibles en el óptico al estar en el ecuador galáctico.
Triángulo (M33), se vería bastante mayor y más brillante que desde nuestra galaxia, y en la zona de uno de los polos galácticos —los cuales están situados en las constelaciones de Columba y Hércules—, pero casi de canto, y finalmente las mayores galaxias satélites (M 32 y M 110) se verían muy bien, sobre todo la primera —que en el peor de los casos se vería cómo un cúmulo globular gigante—; la M 110 recordaría en tamaño y luminosidad a la Pequeña Nube de Magallanes.

## Ficción
- En Marvel Comics y en el Universo Cinematográfico de Marvel, Andrómeda es la galaxia que defienden los Guardianes de la Galaxia.
- En DC Comics, Andrómeda es la galaxia natal del planeta Krypton y del superhéroe Superman. Mientras que en el DCEU es en realidad la galaxia donde se ubica una de las colonias de la raza kryptoniana, un planeta llamado Daxam.
- En la serie española de La que se avecina, Andrómeda es la galaxia natal de la especie alienígena inventada por Antonio Recio para evitar que su hermana venda su empresa a su némesis empresarial, Fernán Barreiros.
- En Men in Black: International de la serie de películas de Hombres de Negro, hay un gánster extraterrestre de un planeta llamado Andromeda 2 que a su vez trabaja para la traficante de armas alienígenas Riza Stavros cómo uno de sus secuaces.
- En el Mod "Exo" del videojuego Friday Night Funkin' los protagonistas son "teletransportados" a un planeta que orbita una estrella en la galaxia de Andrómeda.
- En el anime japonés conocido como Saint Seiya (conocida internacionalmente como "Los Caballeros del Zodiaco"), el personaje llamado "Shun" es conocido por ser el caballero de la Constelación de Andrómeda y los ataques y formas que toman las cadenas de su armadura hacen referencia a la forma en espiral de la galaxia de Andrómeda.
- En el videojuego Mass Effect: Andromeda los eventos se desarrollan en la galaxia de Andrómeda con la llegada de los protagonistas a la misma.